# (5506) Artiglio
(5506) Artiglio es un asteroide perteneciente al cinturón de asteroides descubierto el 24 de septiembre de 1987 por Henri Debehogne desde el Observatorio de La Silla, Chile.

## Designación y nombre
Designado provisionalmente como 1987 SV11. Fue nombrado Artiglio en homenaje a un barco de vapor italiano utilizado como un barco de salvamento a principios del siglo XX. En ese momento, el barco era el buque de salvamento más moderno del mundo. El Artiglio se hundió como resultado de una explosión durante una operación de recuperación en un barco de la Primera Guerra Mundial que llevaba explosivos.

## Características orbitales
Artiglio está situado a una distancia media del Sol de 2,376 ua, pudiendo alejarse hasta 2,778 ua y acercarse hasta 1,973 ua. Su excentricidad es 0,169 y la inclinación orbital 5,247 grados. Emplea 1337,84 días en completar una órbita alrededor del Sol.

## Características físicas
La magnitud absoluta de Artiglio es 13,6. Tiene 11,41 km de diámetro y su albedo se estima en 0,05. 